# Gheorghe-Ovidiu Czinka
Subiectul articolului meu este...
Format:Infocaseta Persoană
Gheorghe-Ovidiu Czinka (n. 16 iunie 1989, Târgu Mureș) este un profesor, istoric și publicist român, cunoscut pentru cercetările sale privind istoria învățământului din România, îndeosebi, cel din Transilvania. Este autor al mai multor lucrări științifice și a activat în învățământul preuniversitar din județul Mureș.
Este cel mai mic dintre cei patru copii ai familiei Czinka Nicușor și Sorina.

## Educație
Gheorghe-Ovidiu Czinka a absolvit trei programe de licență astfel:
- Facultatea de Jurnalistică din cadrul  Universității „Lucian Blaga” din Sibiu, specializare Jurnalism (2011);

- Facultatea de Științe și Litere din cadrul Universității „Petru Maior” din Târgu Mureș, specializare Istorie (2011);
- Facultatea de Mecanică și Inginerie Electrică din cadrul Universității din Petroșani, specializare Ingineria transporturilor și a traficului – inginer (2025).

Totodată, a urmat două programe de masterat, primul la Facultatea de Științe Socio-Umane din cadrul  Universității „Lucian Blaga” din Sibiu ( specializare în Publicitate și Brand în 2013), iar al doilea Facultatea de Științe și Litere din cadrul Universității „Petru Maior” din Târgu Mureș (specializare Elitele, Cultura și Construcție Europeană în 2013).
În paralel cu studiile pentru licențierea în istorie și jurnalism, Gheorghe-Ovidiu Czinka a urmat și cursurile Departamentului Pentru Pregătirea Personalului Didactic din cadrul Universității „Petru Maior” din Târgu Mureș. Astfel, în perioada 2008-2013 a promovat cele două nivele de învățământ din cadrul departamentului, dobândind competențe în domeniile Pedagogiei, Pshiologiei și Științele educației, necesare profesiei de cadru didactic pentru învățământul preuniversitar (nivelul I) și universitar (nivelul II).  
În perioada 2016-2020, sub conducerea profesorului universitar dr. Giordano Altarozzi, Gheorghe-Ovidiu Czinka a urmat cursurile Școlii Doctorale de Litere, Științe Umaniste și Aplicate din cadrul Universității de Medicină, Farmacie, Științe și Tehnologie „George Emil Palade” din Târgu Mureș, obținând titlul de doctor în științe umaniste (istorie)  cu teza Învățământul preuniversitar din Târgu-Mureș în perioada 1952–1966, confirmată prin OMEC nr. 4496/10.06.2020.

## Activitate didactică
Este profesor la Liceul Tehnologic „Aurel Persu” și la Colegiul Economic „Transilvania” din Târgu Mureș. A fost director adjunct (2021–2023), consilier educativ, șef de catedră și diriginte în învățământul profesional, postliceal și liceal (cursuri de zi, serale și fără frecvență).
A participat la formări prin CCD Mureș, Erasmus+ și POCU și a fost invitat la evenimente culturale și aniversare. A organizat celebrarea celor 70 de ani de la fondarea liceului „Aurel Persu”, precum și diverse simpozioane cu caracter istoric la nivelul județului Mureș. La aniversarea Liceului Tehnologic „Aurel Persu”, Cuvântul Liber l-a desemnat drept profesor emblematic (mai 2021).

## Lucrări publicate

### Cărți
- Gheorghe Ovidiu Czinka, Învățământul primar confesional: ortodox, greco-catolic, romano-catolic, reformat, unitarian, luteran, izraelit, particular și de stat, românesc și maghiar din județul Mureș, de la început până la 30 august 1940[20], Editura Cronica Mureșenă, Sângeorgiu de Mureș, 2024,ISBN 978-630-6647-08-8, 905 pagini.[21]
- Czinka Gheorghe Ovidiu, Învățământul preuniversitar din Târgu-Mureș în perioada 1952–1966, Editura University Press, 2022, ISBN 978-606-581-155-3,  436 pagini.
- Czinka Gheorghe Ovidiu, Liceul Tehnologic Aurel Persu din Târgu Mureș. Studiu monografic (1951–2021)[22], Editura Tipografia Cromatic, 2021, ISBN 978-973-34351-9, 1000 pagini.[23]
- Czinka Ovidiu, Soțan Ioan Ciprian, Oproiescu Petru-Florin, Liceul Tehnologic Aurel Persu între tradiție și modernitate, Târgu-Mureș, Editura Intermedia Group, 2017, ISBN 978-973-0-26077-9, 101 pagini.

### Articole în volume colective (reviste, periodice etc)
|  | Publicații din mediul academic, cotate la nivel național și internațional |
|  | 1. Ovidiu Gheorghe-Czinka -,THE RISE AND FALL OF THE HUNGARIAN POPULAR UNION OF ROMANIA (1944-1953)” în Identity and Dialogue in the Era of Globalization, (ed.) Iulian Boldea, Cornel Sigmirean, Târgu-Mureș, Editura Arhipelag XXI Press, 2019, p.p. 269-274; 2. Ovidiu Gheorghe-Czinka - ,,THE HUNGARIAN AUTONOMOUS REGION – SOCIAL AND POLITICAL EVOLUTION (1952-1968)”, în Journal of Romanian Literary Studies, Târgu-Mureș, Editura Arhipelag XXI Press, No.16, 2019, p.p. 945-952; 3. Ovidiu Gheorghe-Czinka - ,,THE SOVIET STATE’S DIRECTIVES AND IMPLEMENTATION IN EDUCATION IN ROMANIA (1948-1970)”, în Journal of Romanian Literary Studies, Târgu-Mureș, Editura Arhipelag XXI Press, No.13, 2018, p.p. 908-915; 4. Ovidiu Gheorghe-Czinka - ,,EXTRACURRICULAR ACTIVIES OF PUPILS FROM TÂRGU-MUREȘ AT THE END OF SCHOOL YEAR IN 1958-1959” în Mediating Globalization: Identities in Dialogue, (ed.) Iulian Boldea, Dumitru-Mircea Buda, Cornel Sigmirean, Târgu-Mureș, Editura Arhipelag XXI Press, 2018, p.p. 258-266. |

|  | Prefațe și articole în diverse publicații/cărți |
|  | 1. Ovidiu Gheorghe-Czinka - ,,CEAS ANIVERSAR” în lucrarea ”Sângeorgiu de Mureș- Directori, directori adjuncți, Școală și grădiniță 1922-2022” (ed.) Ilarie Gh. Opriș, Csiki Angela, Laura Frenț. Târgu-Mureș, Editura Cronica Mureșeană 2022, p.p. 21-32; 2. Ovidiu Gheorghe-Czinka - ,,Introducere. Evoluția istorică a Parohiei Ortodoxe din Sângeorgiu de Mureș” în lucrarea ”Sângeorgiu de Mureș- Biserica Ortodoxă Sfântul Nicolae, Sfântu Gheorghe, Documente și fotografii 1822-2022” (ed.) Ilarie Gh. Opriș, Elena Mihu, Gigel Roată. Târgu-Mureș, Editura Cronica Mureșeană 2022, p.p. 21-41; 3. Ovidiu Gheorghe-Czinka - ,,PREFAȚĂ” a lucrării ”Sângeorgiu de Mureș - Credință, cultură, turism..” (ed.) Ilarie Gh. Opriș. Târgu-Mureș, Editura Constantin Romanu-Vivu 2020, p.p. 9-10; 4. Ovidiu Gheorghe-Czinka - ,,PREFAȚĂ” a lucrării ”Sângeorgiu de Mureș-Mărturii edilitare 2020” (ed.) Ilarie Gh. Opriș, Alexandru Tcaciuc. Târgu-Mureș, Editura Cronica Mureșeană, 2020, p.p. 7-8; 5. Ovidiu Gheorghe-Czinka - ,,PREFAȚĂ” a lucrării ”Sângeorgiu de Mureș XXI-Primăria și Consiliul local Decembrie 1989-decembrie 2019” (ed.) Ilarie Gh. Opriș, Mircea Moldovan, Mariana T. Opriș. Târgu-Mureș, Editura Constantin Romanu-Vivu, 2020, p.p. 5-8; 6. Ovidiu Gheorghe-Czinka -,,ȘCOALA ELEMENTARĂ DIN SÂNGEORGIU DE MUREȘ SUB CONDUCEREA JULIEI BOTOȘ (1958-1966)”, în Caiete Sângeorzene - Marősszentgyorgyi Fűzetek, (ed.) Peter Moldovan, Târgu-Mureș, Editura Intermedia Group, vol. VI, 2018, p.p. 83-118; 7. Ovidiu Gheorghe-Czinka -,,75 DE ANI DE LA DIKTATUL DE LA VIENA ȘI CONSECINȚELE ACESTUIA PENTRU LOCALITATEA SÂNGEORGIU DE MUREȘ” în Caiete Sângeorzene-Marősszentgyorgyi Fűzetek, (coord.) Peter Moldovan, Târgu-Mureș, Editura Intermedia Group, vol. III, 2015, p.p. 77-84; 8. Ovidiu Gheorghe-Czinka - ,,ANDREI LIVIU-ȘAȘA”, în Caiete Sângeorzene-Marősszentgyorgyi Fűzetek (coord.), Peter Moldovan, Târgu-Mureș, Editura Intermedia Group, vol. II, 2014, p.p. 119-142; 9. Ovidiu Gheorghe-Czinka -,,ȘCOALA DIN SÂNGEORGIU DE MUREȘ 1778-2003”, în Caiete Sângeorzene - Marősszentgyorgyi Fűzetek (coord.), Peter Moldovan, Ilarie Gh. Opriș, Târgu-Mureș, Editura Nico, vol. I, 2013, p.p. 27-37. |

|  | Articole în periodice |
|  | 1. Școala românească după 1989, în Anuar 2022-2023 Liceul Tehnologic ,,Aurel Persu” din Târgu-Mureș, Târgu-Mureș, Tipografia Cromatic, 2022 (ISSN 2821-630X ISSN-L 2821-630X), Anul II-2023, nr. 2, paginile 61-64. 2. Sistemul educațional preuniversitar din România în ultimul secol în Anuar 2021-2022 Liceul Tehnologic ,,Aurel Persu” din Târgu-Mureș, Târgu-Mureș, Tipografia Cromatic, 2022 (ISSN 2821-630X ISSN-L 2821-630X), Anul I-2022, nr. 1, paginile 46-50. 3. Alteța Sa Regală Mărioara sau Mignon, Regină a Iugoslaviei, Principesa de România, Principesa de Hohenzollern.Întristata poveste a Principesei Mărioara, fiica Reginei Maria și a Regelui Ferdinand a Romaniei, în Cenaclul de la Păltiniș, nr. 26, 2012, Sibiu, România. 4. Alteța Sa Imperială și Regală Ileana, Arhiducesă a Austriei, Principesa de Habsburg-Toscana, Principesa a României, Principesa de Hohenzollern, în Cenaclul de la Păltiniș, nr. 23, 2012, Sibiu, România; 5. Despre Casa Regală a României, Alteța Sa Regală, Elisabeta, Regina elenilor, Principesă de România, Principesa de Hohenzollern, Biografia Sa, în Cenaclul de la Păltiniș, nr. 16, 2010, Sibiu, România; 6. Însemnătatea Monarhiei pentru România și imaginea monarhiei în România post-decembristă (partea II-a), în Cenaclul de la Păltiniș, nr. 14, 2010, Sibiu, România; 7. Însemnătatea Monarhiei pentru România și imaginea monarhiei în România post decembristă (partea I), în Cenaclul de la Păltiniș, nr. 13, 2010, Sibiu, România. |

## Presa locală și publicistică
Gheorghe-Ovidiu Czinka a fost redactor la publicația Cenaclul de la Păltiniș în perioada 2010–2011. A apărut în seria Dascăli mureșeni din Cuvântul Liber, iunie 2015. în Zi de Zi, Agenția de presă culturală și sportivă, bloguri și reviste academice. Din anul 2021, este redactor șef al periodicului ,,Anuar - Liceul Tehnologic Aurel Persu din Târgu-Mureș” având ISSN 2821-630X. Astfel,  în perioada 2021-2023, sub coordonarea redactorului șef Gheorghe-Ovidiu Czinka a văzut lumina tiparului, două numere ale revistei precum: 
| - Anuar 2021-2022 Liceul Tehnologic ,,Aurel Persu” din Târgu-Mureș - 71 de ani de învățământ profesional și tehnic în domeniul auto din județul Mureș, Târgu-Mureș, Tipografia Cromatic, 2022, ISSN 2821-630X.ISSN-L 2821-630X. Anul I-2022, nr. 1; - Anuar 2022-2023 Liceul Tehnologic ,,Aurel Persu” din Târgu-Mureș - 72 de ani de învățământ profesional și tehnic în domeniul auto din județul Mureș, Târgu-Mureș, Tipografia Cromatic, 2023. ISSN 2821-630X.ISSN-L 2821-630X. Anul II-2023, nr. 2. \| \| |
| |